# Arvid Swartling
Karl Arvid Swartling, född den 20 juli 1893 i Härnösand, död den 27 oktober 1990 i Göteborg, var en svensk jurist. Han var son till Hugo Swartling och från 1930 gift med Jane Boivie. 
Swartling avlade studentexamen i Stockholm 1911 och juris kandidatexamen vid Stockholms högskola 1917. År 1933 blev han häradshövding i Kalix domsaga och 1940 i Borås domsaga, där han blev kvar till sin pensionering 1960. Swartling var löjtnant i Svea livgardes reserv 1920–1937 och krigsdomare vid Älvsborgs regemente 1942–1948. Han blev riddare av Nordstjärneorden 1938 och kommendör av andra klassen av samma orden 1951. Swartling vilar på Örgryte gamla kyrkogård.